# Bahnstrecke Münster–Hamm
| Streckennummer (DB): | 2931 (Münster–Hamm) 2920 (Hamm Feldmark–Hamm) |                                            |                                            |
| Kursbuchstrecke (DB): | 410, 455 (Fernbahn)                           |                                            |                                            |
| Kursbuchstrecke: | 195 (1934) 223 (1946)                         |                                            |                                            |
| Streckenlänge: | 36 km                                         |                                            |                                            |
| Spurweite: | 1435 mm (Normalspur)                          |                                            |                                            |
| Streckenklasse: | D4                                            |                                            |                                            |
| Stromsystem: | 15 kV 16,7 Hz ~                               |                                            |                                            |
| Streckengeschwindigkeit: | 160 km/h                                      |                                            |                                            |
| Zugbeeinflussung: | PZB                                           |                                            |                                            |
| Zweigleisigkeit: | durchgehend                                   |                                            |                                            |
| |                                               |                                            |                                            |
| \| \| \| Strecke von Rheine \| \| \| \| \| Hauptstrecke von Hamburg \| \| \| \| \| Warendorfer Bahn von Rheda-Wiedenbrück \| \| \| \| 170,3 \| Münster (Westf) Hbf \| Münster (Westf) Hbf \| \| \| \| \| \| \| \| \| Strecke nach Lippstadt \| \| \| \| 169,4 \| Münster Gbf \| Münster Gbf \| \| \| \| Baumbergebahn nach Coesfeld \| \| \| \| \| Strecke nach Haltern, Strecke nach Lünen \| \| \| \| \| Güterumgehungsbahn Münster \| \| \| \| 165,7 \| Münster Lechtenberg (Abzw) \| Münster Lechtenberg (Abzw) \| \| \| 163,8 \| Münster-Hiltrup \| Münster-Hiltrup \| \| \| \| Dortmund-Ems-Kanal \| \| \| \| \| Dicke Wief \| \| \| \| 161,4 \| Steiner See \| Steiner See \| \| \| 156,7 \| Rinkerode \| Rinkerode \| \| \| 150,8 \| Drensteinfurt \| Drensteinfurt \| \| \| 146,6 \| Mersch (Westf) \| Mersch (Westf) \| \| \| 139,2 \| Hamm-Bockum-Hövel (bis 2019: Bockum-Hövel) \| Hamm-Bockum-Hövel (bis 2019: Bockum-Hövel) \| \| \| \| Strecke nach Werne \| \| \| \| 0,0 138,0 \| Hamm Feldmark (Abzw) \| Hamm Feldmark (Abzw) \| \| \| 1,1 000,0 \| Hamm Radbod ( ehem. Awanst) \| Hamm Radbod ( ehem. Awanst) \| \| \| \| Hauptstrecke von Minden \| \| \| \| \| Lippe und Datteln-Hamm-Kanal \| \| \| \| 134,8 \| Hamm (Westf) Hbf (bis 2019: Hamm (Westf)) \| Hamm (Westf) Hbf (bis 2019: Hamm (Westf)) \| \| \| 2,9 000,0 \| Hamm (Westf) Rbf Hvn \| Hamm (Westf) Rbf Hvn \| \| \| \| Strecke nach Warburg \| \| \| \| \| Strecke nach Hagen \| \| \| \| \| Güterstrecke von Hamm Gallberg \| \| \| \| \| Hamm (Westf) Rbf \| \| \| \| \| Güterstrecke nach Oberhausen-Osterfeld \| \| \| \| \| Selmig (Abzw) \| \| \| \| \| Güterstrecke nach Bönen Autobahn \| \| \| \| \| Hauptstrecke nach Dortmund \| \| \| \| \| \| \| \| Quellen: [1][2] \| \| \| \| |                                               |                                            |                                            |
| Strecke |                                               | Strecke von Rheine                         | Strecke von Rheine                         |
| Abzweig geradeaus und von links |                                               | Hauptstrecke von Hamburg                   | Hauptstrecke von Hamburg                   |
| Abzweig geradeaus und von links |                                               | Warendorfer Bahn von Rheda-Wiedenbrück     | Warendorfer Bahn von Rheda-Wiedenbrück     |
| Bahnhof | 170,3                                         | Münster (Westf) Hbf                        | Münster (Westf) Hbf                        |
| Verschwenkung von links · Verschwenkung von rechts |                                               |                                            |                                            |
| Strecke · Abzweig geradeaus und nach links |                                               | Strecke nach Lippstadt                     | Strecke nach Lippstadt                     |
| ehemaliger Dienststation / Betriebs- oder Güterbahnhof · Dienststation / Betriebs- oder Güterbahnhof | 169,4                                         | Münster Gbf                                | Münster Gbf                                |
| Abzweig geradeaus und nach rechts · Strecke |                                               | Baumbergebahn nach Coesfeld                | Baumbergebahn nach Coesfeld                |
| Kreuzung geradeaus oben · Strecke nach rechts |                                               | Strecke nach Haltern, Strecke nach Lünen   | Strecke nach Haltern, Strecke nach Lünen   |
| Kreuzung geradeaus oben · Abzweig quer und von links |                                               | Güterumgehungsbahn Münster                 | Güterumgehungsbahn Münster                 |
| Verschwenkung nach links · Verschwenkung nach rechts | 165,7                                         | Münster Lechtenberg (Abzw)                 | Münster Lechtenberg (Abzw)                 |
| Bahnhof | 163,8                                         | Münster-Hiltrup                            | Münster-Hiltrup                            |
| Brücke über Wasserlauf |                                               | Dortmund-Ems-Kanal                         | Dortmund-Ems-Kanal                         |
| ehemaliger Haltepunkt / Haltestelle |                                               | Dicke Wief                                 | Dicke Wief                                 |
| ehemaliger Haltepunkt / Haltestelle | 161,4                                         | Steiner See                                | Steiner See                                |
| Bahnhof | 156,7                                         | Rinkerode                                  | Rinkerode                                  |
| Haltepunkt / Haltestelle | 150,8                                         | Drensteinfurt                              | Drensteinfurt                              |
| Bahnhof | 146,6                                         | Mersch (Westf)                             | Mersch (Westf)                             |
| Bahnhof | 139,2                                         | Hamm-Bockum-Hövel (bis 2019: Bockum-Hövel) | Hamm-Bockum-Hövel (bis 2019: Bockum-Hövel) |
| Abzweig geradeaus und nach rechts |                                               | Strecke nach Werne                         | Strecke nach Werne                         |
| Verschwenkung von links · Verschwenkung von rechts | 0,0 138,0                                     | Hamm Feldmark (Abzw)                       | Hamm Feldmark (Abzw)                       |
| Abzweig geradeaus und ehemals von rechts · Strecke | 1,1 000,0                                     | Hamm Radbod ( ehem. Awanst)                | Hamm Radbod ( ehem. Awanst)                |
| Abzweig geradeaus und von links · Abzweig geradeaus und von links |                                               | Hauptstrecke von Minden                    | Hauptstrecke von Minden                    |
| Brücke über Wasserlauf · Brücke über Wasserlauf |                                               | Lippe und Datteln-Hamm-Kanal               | Lippe und Datteln-Hamm-Kanal               |
| Strecke · Bahnhof | 134,8                                         | Hamm (Westf) Hbf (bis 2019: Hamm (Westf))  | Hamm (Westf) Hbf (bis 2019: Hamm (Westf))  |
| Blockstelle · Strecke | 2,9 000,0                                     | Hamm (Westf) Rbf Hvn                       | Hamm (Westf) Rbf Hvn                       |
| Strecke · Abzweig geradeaus und nach links |                                               | Strecke nach Warburg                       | Strecke nach Warburg                       |
| Strecke · Abzweig geradeaus und nach links |                                               | Strecke nach Hagen                         | Strecke nach Hagen                         |
| Abzweig geradeaus und von links · Kreuzung geradeaus unten |                                               | Güterstrecke von Hamm Gallberg             | Güterstrecke von Hamm Gallberg             |
| Dienststation / Betriebs- oder Güterbahnhof · Dienststation / Betriebs- oder Güterbahnhof |                                               | Hamm (Westf) Rbf                           | Hamm (Westf) Rbf                           |
| Abzweig geradeaus und nach rechts · Strecke |                                               | Güterstrecke nach Oberhausen-Osterfeld     | Güterstrecke nach Oberhausen-Osterfeld     |
| Blockstelle · Blockstelle |                                               | Selmig (Abzw)                              | Selmig (Abzw)                              |
| Strecke nach links · Kreuzung geradeaus unten |                                               | Güterstrecke nach Bönen Autobahn           | Güterstrecke nach Bönen Autobahn           |
| Verschwenkung nach rechts |                                               | Hauptstrecke nach Dortmund                 | Hauptstrecke nach Dortmund                 |
| |                                               |                                            |                                            |
| Quellen: |                                               |                                            |                                            |

Die Bahnstrecke Münster–Hamm ist eine knapp 36 Kilometer lange, durchgängig zweigleisige und elektrifizierte Eisenbahnhauptstrecke von Münster nach Hamm in Nordrhein-Westfalen, die von der zu ebendiesem Zweck gegründeten Münster-Hammer Eisenbahn-Gesellschaft (MHE) gebaut wurde. Täglich nutzen 17.000 Reisende die auf der Bahnstrecke verkehrenden Züge.

## Geschichte
Die Köln-Mindener Eisenbahn-Gesellschaft (CME) hatte die Streckenführung ihrer Stammstrecke quer durch Westfalen bewusst direkt gewählt und damit die für die Region bedeutende Stadt Münster im wahrsten Sinne des Wortes „links liegen gelassen“.
Um nun vom Eisenbahnverkehr nicht vollends abgeschnitten zu sein wurde die MHE gegründet, die eine Stichbahn zur Strecke der CME bauen sollte. Diese Strecke wurde am 26. Mai 1848 für den Personenverkehr und am 8. Juli 1848 auch für den Güterverkehr eröffnet (laut, laut umgekehrte Datierung).
Bereits im Jahr 1855 übernahm die vom preußischen Staat finanzierte Königlich-Westfälische Eisenbahn-Gesellschaft (KWE) sowohl die Gesellschaft als auch deren Strecke, die sie bereits im darauffolgenden Jahr nach Rheine weiterbaute.

## Bedienung

### Personenverkehr
Die Strecke ist heute von eher regionaler Bedeutung im südlichen Münsterland. Nur einzelne Intercity-Züge nutzen die Strecke, die Mehrzahl der Fernverkehrszüge zwischen Hamburg und dem Ruhrgebiet nutzen andere Strecken.
Es fährt
- stündlich der Rhein-Münsterland-Express (RE 7) mit Halten in Hamm, Drensteinfurt, Münster-Hiltrup und Münster Hbf.
- montags bis freitags tagsüber halbstündlich, sonst stündlich die Ems-Börde-Bahn (RB 69/89) mit Halten an allen Bahnhöfen der Strecke.

Durch ein neues touristisches Angebot der Deutschen Bahn während der Corona-Pandemie befuhr in den Sommermonaten 2020 freitags bis montags ein ICE-Paar die Strecke auf dem Weg von München nach Norddeich-Mole. Im Sommer 2021 wurde das Angebot fortgesetzt mit einem IC-Paar zwischen Frankfurt am Main und Norddeich-Mole.
Der Preis für ein Einzelticket im Nahverkehr zwischen Hamm und Münster kostet für einen Erwachsenen 10,60 Euro (Westfalentarif, Stand: April 2022) und im Fernverkehr ab 10,70 Euro (Flex-Preis der DB im IC, Stand: April 2022).

### Güterverkehr
Die Strecke wird durch einzelne Güterzüge befahren, die in der Regel in Nord-Süd-Richtung verkehren oder von Münster oder Osnabrück aus kommend über Hamm und weiter über die Bahnstrecken Hamm–Minden bzw. Hamm–Warburg diverse Ziele bedienen.
Seit Januar 2015 verkehrt weiterhin täglich der Ems-Isar-Express zwischen Georgsheil und München, welcher von der Eisenbahngesellschaft Ostfriesland-Oldenburg betrieben wird, über die Strecke. Die Leistung ist hervorgegangen aus Zulieferverkehren für die Enercon-Standorte in Norddeutschland, welche auch vor 2015 teilweise die Strecke nutzten. Auch heute verkehren neben dem Ems-Isar-Express noch weitere Güterzüge zwischen Südwestfalen (u. a. Zementwerk Geseke) und Ostfriesland für Enercon.

## Planungen
Der Zweckverband Nahverkehr Westfalen-Lippe (NWL) hat im November 2019 die Angebotskonzeption einer möglichen S-Bahn Münsterland vorgestellt. Diese sieht die Umwandelung der RB 89 in eine halbstündliche S-Bahnlinie vor, die zusätzlich in Münster Preußenstadion hält und weiter nach Münster Zentrum Nord verkehrt. Zwischen Münster Zentrum Nord und Münster-Hiltrup soll durch Kombination mit einer halbstündlichen S-Bahn-Linie aus Rheine ein 15-Minuten-Takt angeboten werden. Neben der S-Bahn ist die Einrichtung einer weiteren RE-Linie vorgesehen, sodass zwischen Münster und Hamm die RE-Linien im Halbstundentakt verkehren. Für die RE-Linie ist eine Durchbindung nach Zwolle und Düsseldorf vorgesehen.